# Compersão
Compersão é o sentimento de alegria ou de felicidade de uma pessoa ao ver seu parceiro amoroso feliz com outra pessoa. O termo é mais usado quando esta felicidade do parceiro inclui um prazer sexual com o terceiro, mas não é restrito a isso.
A compersão é a ausência ou a superação do ciúme entre parceiros amorosos. É uma das bases do Poliamor e-ou das Relações Livres.
O adjetivo associado é compersivo.

## Visão poliamorista sobre compersão e ciúme
O conceito de comportamento compersivo é bem divulgado na comunidade poliamorista (os praticantes do Poliamor). Foi originalmente cunhado pela Comunidade Kerista  em São Francisco.
Regina Navarro Lins em seu best-seller "A Cama na Varanda" fala sobre a compersão na comunidade poliamorista brasileira: "Os poliamoristas afirmam que, entre eles, o fato de se amar mais de uma pessoa ao mesmo tempo não provoca o ciúme, mas, sim, um sentimento chamado de 'compersão' — sentir-se feliz ao ver seus parceiros com outras pessoas." 
"[...] alguns poliamoristas usam a palavra 'compersão' para descrever o sentimento de prazer em ver o seu parceiro sexualmente feliz com outra pessoa.", escrevem Dossie Easton e Janet Hardy, no clássico "The Ethical Slut", traduzido para o português em 2020, com o título "Ética do Amor Livre".
"No contexto do Poliamor as pessoas tendem a ver o ciúme como algo a ser dominado, em vez de se deixar dominar por ele. Elas estão dispostas a lidar com isso, falar sobre isso, analisar as suas causas e ver o que podem aprender com ele. Para lidar com o ciúme, os poliamoristas procuram cultivar um princípio que é bastante destacado, chamado 'compersion'.", segundo observou a Prof. Sandra Elisa de Assis Freire, em sua tese de doutorado em Psicologia Social, a partir de quatro estudos empíricos, objeto da tese, analisando o comportamento da comunidade poliamorista brasileira.
"A quebra de barreiras na comunicação poliamorista implica uma transformação na forma de lidar com a liberdade do amado, ao invés de 'ciúme' e 'controle' são valorizados a 'flexibilidade' e a 'compersão'. O termo 'compersão' é uma tradução do neologismo em inglês 'compersion' e é considerado um 'novo' sentimento, oposto ao ciúme e fruto de um movimento de superação do sentimento de posse, a partir da aceitação da liberdade de amar do(s) parceiro(s)." 
"Sentir ciúme é visto por poliamoristas como um mal a ser combatido, um sinal de que o sujeito não está bem e de que é dependente do outro, tal qual uma criança. A associação da 'infância' com o ciúme e o amor romântico com os 'contos de fadas' expressa a percepção dos monogâmicos como ingênuos e pouco evoluídos, em contraposição aos poliamoristas, em seus mais variados graus de desenvolvimento. A possibilidade de comunicação 'honesta' entre os parceiros é vista como uma forma de evolução pessoal, que pressupõe 'autoconhecimento' e 'inteligência emocional' a fim de converter o ciúme em 'compersão'.", resume Antonio Cerdeira Pilão, em sua dissertação de mestrado, orientada por Mirian Goldenberg.

## Definições do termo em outras línguas
- Em inglês o termo “compersion” é definido pela “Sociedade Poliamory” (The Polyamory society) como sendo "o sentimento de ter prazer no que outras pessoas que você ama compartilham entre elas, especialmente por saber que suas pessoas amadas estejam expressando o amor delas uma pela outra." [7]
- Definição similar é dada na língua espanhola para “compersión” pelo glossário do site "Poliamoria".[11]
- Na língua francesa a palavra "compersion" é utilizada para "descrever o sentimento de prazer quando as pessoas amadas compartilham o amor com outras", segundo o léxico do site "polyamour.info"[12], referenciado pelo jornal Le Monde em um artigo do jornalista Frédéric Joignot publicado pelo blog do jornal.[13]
- Em italiano, o termo "compersione" é descrito pelo glossário do site da "Poliamore Italia" como "um estado de alegria empática que se experimenta quando uma pessoa que amamos é feliz com um outro parceiro seu." [14]